# Xã North Branch, Quận Isanti, Minnesota
Xã North Branch (tiếng Anh: North Branch Township) là một xã thuộc quận Isanti, tiểu bang Minnesota, Hoa Kỳ. Năm 2010, dân số của xã này là 1.779 người.